# 英国総督 最後の家
『英国総督 最後の家』（えいこくそうとく さいごのいえ、Viceroy's House）は、2017年のイギリス・インドの歴史・ドラマ映画。グリンダ・チャーダが監督を務め、彼女とポール・マエダ・バージェス、モイラ・バフィーニが脚本を担当している。ヒュー・ボネヴィルが主演を務め、ジリアン・アンダーソン、マニシュ・ダヤル、フマー・クレイシー、マイケル・ガンボンが共演している。第67回ベルリン国際映画祭正式出品作品。
2017年3月3日にイギリスで公開され、インドでは「Partition: 1947」のタイトルでヒンディー語吹替版が8月18日に公開、9月1日に世界で公開された。パキスタンでは上映禁止となった。

## ストーリー
1947年、第二次世界大戦で疲弊したイギリスは300年間支配してきたインドの主権移譲を決定し、独立を円滑に行う使命を帯びたルイス・マウントバッテンが最後のインド総督として着任する。彼が居住する総督官邸では500人の使用人が総督一家の世話を行っていた。総督官邸に勤める友人ドゥリープの紹介で使用人になった元警官ジートは、マウントバッテンの娘パメラの秘書として働くアーリアを見かける。ジートは警官時代に出会った囚人アリの世話をしており、彼の娘であるアーリアに想いを寄せていたが、彼女にはアリが決めた婚約者がいた。
マウントバッテンは円滑な主権移譲を目指して行動を始めるが、側近たちは「円滑なインド独立」を悲観視していた。インドでは人口の大多数を占めるヒンドゥー教徒が望む統一インドの独立と、少数派となるムスリムが望むパキスタンの分離独立で意見が分かれていた。マウントバッテンはインド国民会議のジャワハルラール・ネルー、全インド・ムスリム連盟のムハンマド・アリー・ジンナーと相次いで会談するが、2人は意見を曲げず、マウントバッテンの望む円滑な独立交渉は思うように進まなかった。独立運動指導者の一人マハトマ・ガンディーは分裂を防ぐためにジンナーを統一インドの首相に任命することを提案するが、ジンナーは提案を拒否し、ネルーたち国民会議の幹部も反発してガンディーは孤立する。会談の様子を聞いた使用人たちの間でもヒンドゥー・ムスリムの対立が深まる一方、アーリアはジートの求婚を受け入れる。
独立交渉が進まない中、パンジャーブで大規模な暴動が発生する。多数の死者を出した暴動はデリーにも波及し、ムスリムであるアーリアも自宅をヒンドゥー教徒に襲撃される。暴動がインド全域に拡大する中、マウントバッテンは混乱を止めるためインド・パキスタンの分離独立を決断する。総督府と独立運動指導者たちはムスリムの人口が多いパンジャーブとベンガル地方の分割協議を始め、総督官邸の使用人たちもそれぞれ「インド人」「パキスタン人」の道を選択していく。アーリアは襲撃された父の身を案じてパキスタンを選び、ジートと別れて婚約者と共にパキスタンに向かう。ヒンドゥー教徒のジートはインドを選び官邸内の引き渡し準備に取り組むが、「アーリアの乗った列車が襲撃され乗客は全員死亡した」という知らせが入り、彼は泣き崩れる。
マウントバッテンはパンジャーブ、ベンガルの分割協議をまとめたシリル・ラドクリフから報告を受けるが、その際にチャーチル戦時内閣の機密文書を渡される。そこには1945年の時点でイギリスがジンナーにパキスタンの独立を承認していたことが記されていた。激怒したマウントバッテンは文書を所持していたヘイスティングス・イスメイを問い詰め、イスメイは「ソ連の脅威に対抗するため、要衝であるカラチを確保する必要があった」と返答する。自分がパキスタン分離のために利用されていたことにショックを受けるマウントバッテンは、さらにアーリアを失い絶望したジートに混乱の責任を糾弾される。
混乱の中、インドとパキスタンは独立し、人々は歓喜の声を挙げる。しかし、パンジャーブとベンガルの分割が発表されると、それぞれの国へ向かおうとするヒンドゥー教徒とムスリムの難民が発生し、疫病や飢餓、宗教対立の報復により大量の犠牲者を出してしまう。ニューデリーは難民であふれ、マウントバッテンやネルーは対応に追われる。難民の中には襲撃から逃れたアーリアがおり、彼女は難民の世話をしていたジートと再会する。

## キャスト
- ルイス・マウントバッテン - ヒュー・ボネヴィル
- エドウィナ・マウントバッテン - ジリアン・アンダーソン
- ジート・クマール - マニシュ・ダヤル（英語版）
- アーリア - フマー・クレイシー（英語版）
- エワート - デヴィッド・ヘイマン（英語版）
- ヘイスティングス・イスメイ - マイケル・ガンボン
- シリル・ラドクリフ（英語版） - サイモン・キャロウ
- パメラ・マウントバッテン - リリー・トラヴァース（英語版）
- アリ・ラヒム・ノール - オム・プリ
- アーチボルド・ウェーヴェル - サイモン・ウィリアムズ（英語版）
- スニタ - サラーフ＝ジェーン・ディアス（英語版）
- モーシン - サムラット・チャクラバルティ（英語版）
- ドゥリープ - ジャズ・ディオール
- リーディング - ロベルタ・タイラー（英語版）
- ジャワハルラール・ネルー - タンヴィール・ガニー（英語版）
- サイード・ムハンマド・アーシャン（英語版） - ラジャ・サマル
- ムハンマド・アリー・ジンナー - デンジル・スミス（英語版）
- エヴァン・マレディス・ジェンキンス（英語版） - ロビン・ソアンズ（英語版）
- フレデリック・バロウズ（英語版） - テレンス・ハーヴェイ（英語版）
- エリック・ミーヴィル（英語版） - エラン・ベイン
- ヴァッラブバーイー・パテール - ユースフ・クラム
- リヤーカト・アリー・ハーン - アニール・バグワット
- J・B・クリパラニ（英語版） - マジット・カーン
- ウェーヴェル夫人 - ルーシー・フレミング（英語版）
- マハトマ・ガンディー - ニーラジ・カビ（英語版）
- オラフ・カロー（英語版） - ニコラス・ブライン（英語版）
- アラン・キャンベル・ジョンソン（英語版） - マーカス・ジャン・ピレ
- グプタ - ダルシャン・ジャリーワーラー
- ファルーク - トリシャーン
- サンジット - ヒリーデイ・マルホトラ
- アブル・カラム・アザド（英語版） - カマル・カランチャンダニ
- ヘンリー・グレイディ - ノア・ザイラー

## 製作

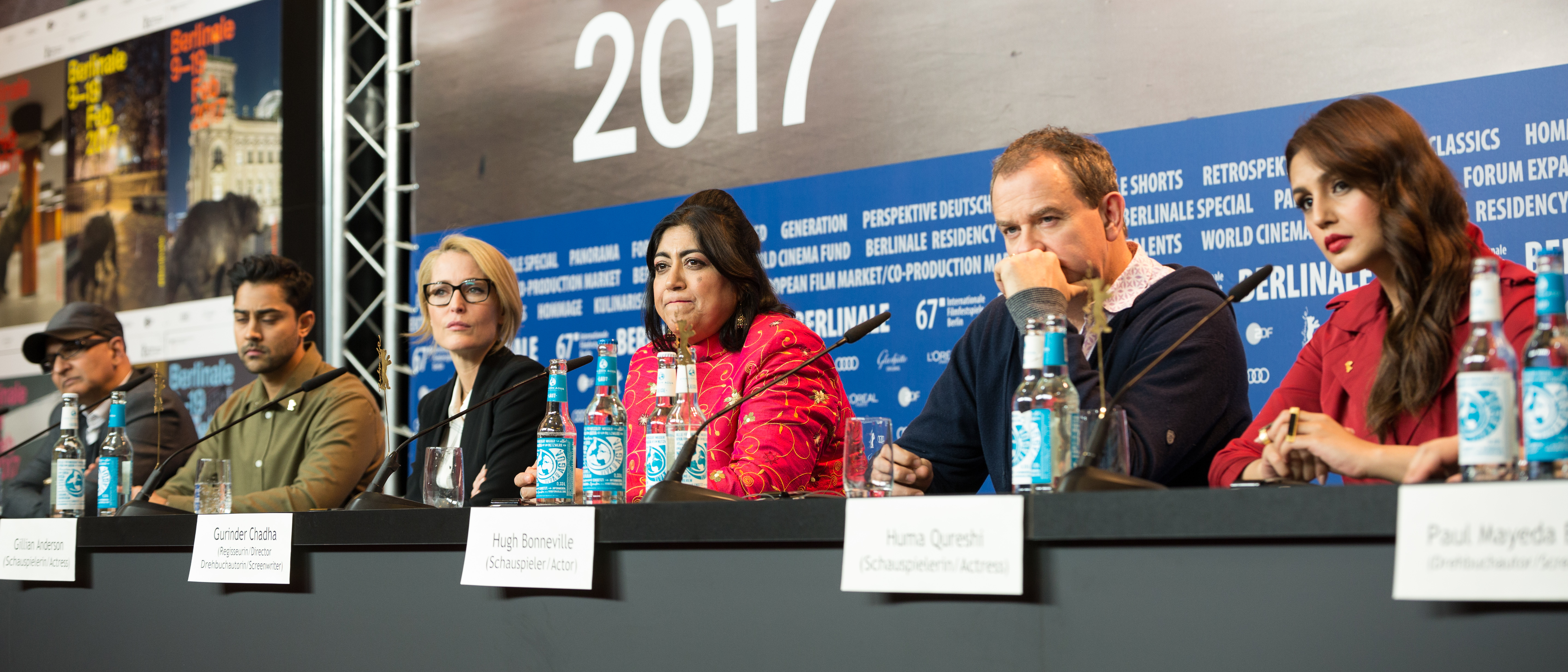
監督と主要キャスト

2015年4月30日、ヒュー・ボネヴィルとジリアン・アンダーソンが『英国総督 最後の家』に出演することが発表され、同時にグリンダ・チャーダが監督、彼女と共にポール・マエダ・バージェス、モイラ・バフィーニが脚本を担当することも発表された。映画は1947年のインド・パキスタン分離独立と総督官邸内の生活を軸に展開する。製作費はパテとBBCフィルムズが共同出資している。9月1日にはマニシュ・ダヤル、フマー・クレイシー、タンヴィール・ガニー、デンジル・スミス、ニーラジ・カビ、オム・プリ、リリー・トラヴァース、マイケル・ガンボン、サイモン・キャロウの出演が発表された。8月30日からインド・ラージャスターン州ジョードプルで主要撮影が始まり、8週間かけて撮影された。

## 作品のテーマ
チャーダは映画を『Upstairs, Downstairs』から見たインド・パキスタン分離独立と説明している。彼女は歴史的な面からの批判に対し、大英図書館で発見された機密文書を基に書かれたナレンドラ・シン・サリラの著作『The Shadow of the Great Game: The Untold Story of India's Partition』を引き合いに出して反論している。パキスタンの作家ファーティマ・ブットは、映画を「分離主義者の奴隷的なパントマイム」と批判した。チャーダはこの批判に対して、「1947年の分離独立に関するこの映画について、自由への闘争を無視することはなく祝福している」と反論している。

## 評価
Rotten Tomatoesには73件のレビューが寄せられ支持率71%、平均評価6/10となっている。ニューヨーク・タイムズは「たっぷりの歴史を流れや興味を犠牲にすることなくコンパクトな上映時間に詰め込んだ映画」と批評している。ワシントン・ポストは映画を「教育的でメロドラマティック」と表現し、「映画は歴史における複雑な時代を作り上げるという困難な仕事を成し遂げた」と批評した。
ガーディアンは映画のクライマックスについて、「ウィンストン・チャーチルとイギリス政府の策謀によりパキスタンが分離独立した」という描写が客観的史料の裏付けもなくされた点を批判している。